# Bates Littlehales
Bates Littlehales (...) è un fotografo statunitense che collabora con il National Geographic.
Durante un servizio fotografico nelle Isole Vergini Americane Littlehales costruì una custodia subacquea per macchina fotografica, chiamata OceanEye, in grado di ospitare una macchina fotografica Nikon completa. Fu la prima a permettere l'utilizzo della strumentazione Nikon sott'acqua.
Inoltre per il National Geographic ha realizzato svariati servizi fotografici nel corso degli anni. collaborando con altri fotografi come David Doubilet, Emory Kristof e Luis Marden.

## Libri
- Noel Grove, Bates Littlehales, (foto). Wild Lands for Wildlife: America's National Refuges, 1984. ISBN 0-87044-482-4
- Bates Littlehales, Bird Watch, Starwood Pub., 1990. ISBN 0-912347-58-9
- Michael Godfrey, Bates Littlehales, (foto). Wild Southlands, Lickle Pub Inc., 1990. ISBN 0-934738-58-0
- Jerome A. Jackson, Bates Littlehales, (foto). Nature's Habitats, Starwood Pub., 1991. ISBN 0-912347-78-3
- William A. Niering, Bates Littlehales, (foto). Wetlands of North America, Lickle Pub Inc., 1991. ISBN 0-934738-81-5
- John Ross, Bates Littlehales, (foto). The Smithsonian Guides to Natural America the Atlantic Coast & Blue Ridge - Delaware, Maryland, District of Columbia, Virginia, North Carolina, 1995. ISBN 0-6797-6314-7
- Tierras Virgenes Para La Vida Salvaje, Rba Publicaciones Editores Revistas, 1999. ISBN 84-8298-018-1
- Rulon Simmons, Bates Littlehales, (foto). National Geographic Photography Field Guide: Birds, National Geographic, 2002. ISBN 0-7922-6878-4
- Rulon Simmons, Bates Littlehales, (foto). National Geographic Photographing Birds, National Geographic, 2006. ISBN 0-7922-5484-8